# ザガット・サーベイ
ザガット・サーベイ (Zagat Survey) は、1979年に発行されたニューヨークのレストラン案内書に始まった評価システムである。現在は世界70都市以上のレストランを始め、ホテル、航空会社、映画など各種の格付けを行いガイドブックとして発行、インターネットで開示するなどしている。Googleによって現地時間の2011年9月8日に買収された。

## 概要
ニューヨークに住む弁護士ティム・ザガット (Tim Zagat)、ニーナ・ザガット (Nina Zagat) 夫妻が、料理評論家だけに頼るレストランガイドの信憑性に疑問を抱き、「食」を愛する一般の人々へアンケートして回答を統計処理する方法を考案し、1979年に創刊された。現在はアメリカを中心に世界88都市のガイドが発行されている。1997年に「ハワイガイド翻訳版」を手掛けた株式会社CHINTAIが、1999年に東京の飲食店についてザガットサーベイに準拠してアンケートを実施したのちに、京阪神エリアをまとめた関西版を発行し、日本版の製作・発刊・販売権を有した。
ヨーロッパの評価ガイドにみられるような特定の著者や調査員による主観的な評価ではなく、一般利用者による客観的な評価を特徴とする。Food（料理）、Decor（内装）、Service（サービス）の3項目をそれぞれ30点満点で採点し、ディナーと飲み物1杯分の平均価格とアンケートの回答を引用した紹介文が付される。近年はインターネットを用い、全世界で約25万人、日本で約5000人以上が調査に参加した。東京版の投票参加者は、男女比約50:50で30 - 40歳代が中心である。投票参加者は謝礼として投票に参加した本が無料で贈呈される。米国内の認知度は高く、「投票に参加する＝食の評価に参加する知識がある」とされてザガット掲載店の多くがドアに“ZAGAT RATED”のステッカーを掲示した。
一般書店で販売される「書店流通版」と、表紙をカスタマイズして企業のノベルティとして利用する「法人版」の2種がある。外資系企業の法人版はノベルティツールの需要が高く、テレビ局などマスメディア版やオリジナル版などは収集家もみられる。
日本版の発刊権利を持つCHINTAIは、ザガットと交渉に難航して当初は不定期発刊であったが、2005年に他出版社から同社へ移籍した高田明彦が新編集長に就任し、東京版が秋口に定時発刊された。書店で販売キャンペーン、装丁を企業のオリジナルデザインにアレンジしたノベルティ用法人版の販売、早期受注などの施策で制作や販売が安定した。
「消費者による評価ガイド」として長野県に認められ、2009年3月19日に地方版観光ガイド「長野のレストラン&ホテル」を発行し10万部を完売した。投票参加者は10,000人超で有効投票者数は5,081人であった。高得点を得たレストラン情報を抜粋して英語版に翻訳したガイドブックも制作された。
2011年3月24日に、京都市の産官協働事業として『京都のレストラン＆ホテル』が発刊された。3月23日に東山の清水寺境内で発刊プロモ―ションイベントが計画されたが、東日本大震災で中止された。
日本政府観光局とザガット日本版は、ザガット東京と京都の英語版コンテンツを活用した『Japan Thank you Guide』を非売品で発行し、外務省や農水省などの各国拠点を通じ世界各地で配布した。この巻頭に京都菊乃井の村田吉弘、脚本家の小山薫堂らが寄稿し、日本航空、ホテルニューオータニ、東京スカイツリーなどが広告を出稿した。
横浜市と共同参画事業の一環として、東京版に横浜エリアのレストランも掲載した。
2011年にニューヨークのザガット社は、Google社へ約150億円でバイアウトした。Google社はザガットサーベイのデジタルデータの利用を計画し、日本版ガイドブックは『2013 東京のレストラン』を最後に発刊契約を満了した。現在のZAGATは、Google社から別の米国系IT企業の手に渡り、運営されている。

## 日本版
1999年（平成11年）に、賃貸住宅ニュース社から刊行された。東京版と京阪神版のほかに、2009年に長野版「長野のレストラン＆ホテル」、2011年に「京都のレストラン＆ホテル」が京都市観光協会と産官協働事業で、それぞれ発行された。
2007年秋にフランスのミシュランガイドが日本に初上陸した際に、アメリカのザガットとフランスのミシュラン、と話題になった。『ニューヨーク・タイムス』は2008年2月に、前年に発行された「ミシュランガイド東京版」が話題となったと紹介した。

### 日本版発行リスト
- 2008年10月27日、「2009 東京のレストラン」発刊
- 2009年版 ザガットサーベイ 東京のレストラン ISBN 978-4-925115-20-9
- 2008/09年版 ザガットサーベイ 大阪・神戸・京都のレストラン ISBN 978-4-925115-19-3
- 2009年3月 ザガットサーベイ 長野のレストラン&ホテル ISBN 978-4-925115-22-3
- 2011年3月 ザガットサーベイ 京都のレストラン＆ホテル
- 2011年6月 日本政府との協働事業として”ZAGAT Thank you版”（英語版による世界に向けた観光ガイド）を発行
- 2012年10月 ザガットサーベイ 東京のレストラン include 横浜
- 2013年10月 ザガットサーベイ 東京のレストラン include 横浜